# Purpuricenus tsherepanovae
Purpuricenus tsherepanovae là một loài bọ cánh cứng trong họ Cerambycidae.